# Masae Ueno
Masae Ueno –en japonés, 上野 雅恵, Ueno Masae– (Asahikawa, 17 de enero de 1979) es una deportista japonesa que compitió en judo.
Participó en tres Juegos Olímpicos, entre los años 2000 y 2008, obteniendo en total dos medallas de oro, en Atenas 2004 y Pekín 2008, ambas en la categoría de –70 kg. En los Juegos Asiáticos consiguió dos medallas en los años 2002 y 2006.
Ganó dos medallas de oro en el Campeonato Mundial de Judo, en los años 2001 y 2003, y tres medallas de oro en el Campeonato Asiático de Judo entre los años 2000 y 2008.

## Palmarés internacional
| Juegos Olímpicos    | Juegos Olímpicos      | Juegos Olímpicos  | Juegos Olímpicos |
| Año                 | Lugar                 | Medalla           | Categoría        |
| ------------------- | --------------------- | ----------------- | ---------------- |
| 2004                | Atenas (Grecia)       | Medalla de oro    | –70 kg           |
| 2008                | Pekín (China)         | Medalla de oro    | –70 kg           |
| Campeonato Mundial  |                       |                   |                  |
| Año                 | Lugar                 | Medalla           | Categoría        |
| 2001                | Múnich (Alemania)     | Medalla de oro    | –70 kg           |
| 2003                | Osaka (Japón)         | Medalla de oro    | –70 kg           |
| Juegos Asiáticos    |                       |                   |                  |
| Año                 | Lugar                 | Medalla           | Categoría        |
| 2002                | Busan (Corea del Sur) | Medalla de bronce | –70 kg           |
| 2006                | Doha (Catar)          | Medalla de oro    | –70 kg           |
| Campeonato Asiático |                       |                   |                  |
| Año                 | Lugar                 | Medalla           | Categoría        |
| 2000                | Osaka (Japón)         | Medalla de oro    | –70 kg           |
| 2004                | Almaty (Kazajistán)   | Medalla de oro    | –70 kg           |
| 2008                | Jeju (Corea del Sur)  | Medalla de oro    | –70 kg           |